# ديرالحسي (خيران المحرق)

تعديل مصدري - تعديل

ديرالحسي هي إحدى قرى عزلة مسروح بمديرية خيران المحرق التابعة لمحافظة حجة، بلغ تعداد سكانها 693 نسمة حسب تعداد اليمن لعام 2004.